# Haltepunkt Warszawa Stadion

Warszawa Stadion ist ein Haltepunkt des Warschauer Schienennahverkehrs. Der Bahnhof liegt im Stadtbezirk Praga-Południe an der Ulica Sokola und damit rund 600 Meter vom Warschauer Nationalstadion entfernt. Die Station ist Teil der in der Zwischenkriegszeit gebauten Linia Średnicowa, die die ursprünglichen Kopfbahnhöfe im Westen und Osten der Weichsel verband, obwohl sie selbst erst nach dem Zweiten Weltkrieg errichtet wurde. 
Zunächst war der Haltepunkt vor allem zur Nutzung von Besuchern des nahegelegenen Stadions (damals: Stadion Dziesięciolecia) gedacht. So wurde er erstmals (noch ohne Abfertigungsgebäude) im Sommer 1955 anlässlich der in Warschau stattfindenden Weltfestspiele der Jugend und Studenten genutzt. Das Bahnhofsgebäude wurde von 1956 bis 1958 nach einem Projekt der Architekten Arseniusz Romanowicz und Piotr Szymaniak errichtet. Der Eingang zur Bahnsteigunterführung verfügt über eine halbkreisförmige Stahlbetonabdeckung, die zeltartig wirkt. Das Gebäude erregte auch außerhalb Polens Aufmerksamkeit und Anerkennung. Die Doppelgleise werden von Bahnsteigen flankiert. Der Haltepunkt wurde an einen Busbahnhof angeschlossen.
Ein Bau-Konsortium bestehend aus Bilfinger Berger und der Agat Spółka Akcyjna führte im Rahmen von Infrastruktur-Investitionen vor der Fußball-Europameisterschaft 2012 ab 2011 umfangreiche Modernisierungs- und Sanierungsarbeiten an der Anlage durch. Das Auftragswert belief sich auf 64 Millionen Zloty. Nach Verzögerungen konnte im Mai 2012 kurz vor Beginn der Europameisterschaft die Station zum Betrieb übergeben werden. Bestandteil des Umbaus war die Vorbereitung zu einer Verbindung zur erst später fertiggestellten Metro-Station Stadion Narodowy (Linie 2).
Der Haltepunkt wird von Zügen der Bahnbetreiber Szybka Kolej Miejska und Koleje Mazowieckie angefahren.